# 哈萊普亞
50°6′9″N 30°49′13″E / 50.10250°N 30.82028°E

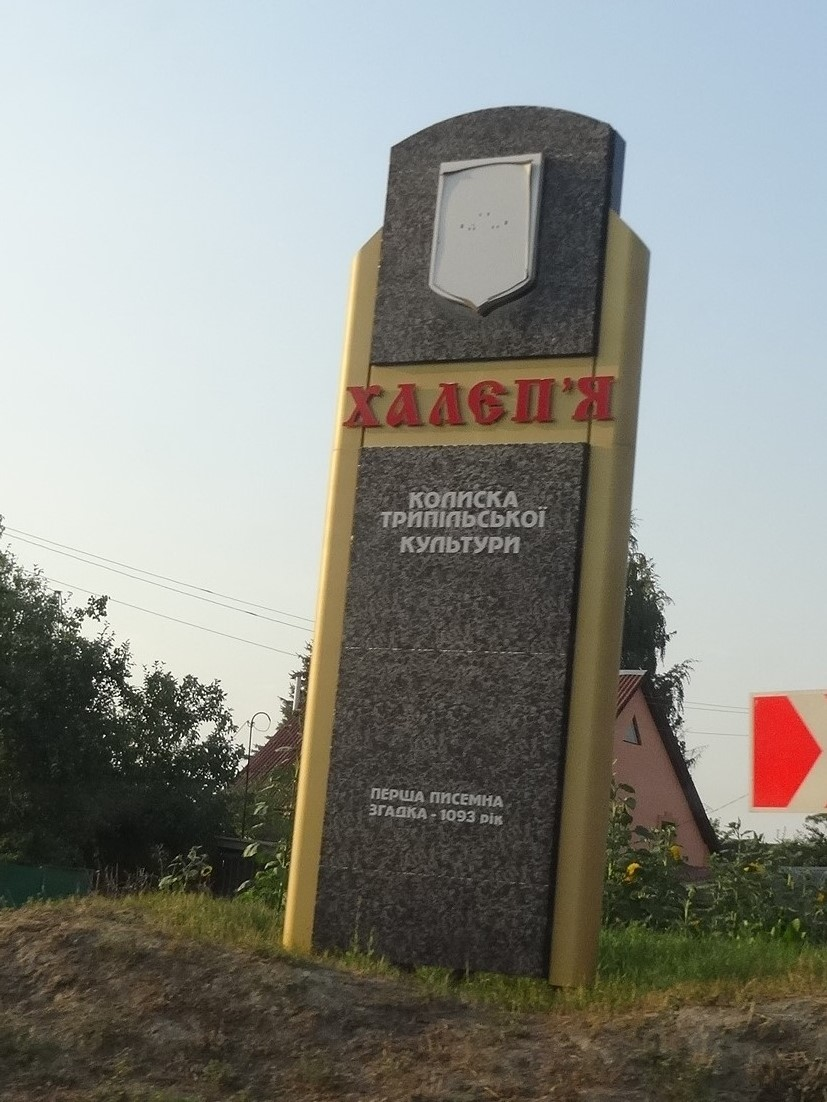

哈萊普亞（羅馬化：Khalepia）是位於烏克蘭北部的村莊，由基辅州奧布希夫區的烏克蘭卡市鎮負責管轄。該村分別距離特里皮利亞3公里和維塔奇夫5公里，始建於1093年，面積22平方公里，海拔高度112米，2001年人口数878。